# Uppläggningsavgift
Uppläggningsavgift, även kallad "startavgift", är en engångskostnad som täcker det administrativa arbetet för att upprätta ett lån eller öppna ett finansiellt konto. I samband med att någon beviljas ett lån av en bank eller ett kreditinstitut planeras återbetalningen, och diverse kontroller av låntagaren genomförs, såsom kreditbedömning och juridiska tjänster. Banker och kreditinstitut tar ofta ut en separat avgift för detta arbete, medan räntan är avsedd att ersätta själva utlåningen.
En uppläggningsavgift på 0 kr innebär att den är gratis. Lånet kan dock fortfarande bli dyrt på grund av ränta och andra avgifter. Uppläggningsavgiften är en del av den totala utgivna krediten, och det finns tre vanliga metoder att ta ut den:
1. Avgiften läggs på lånet och fördelas över återbetalningstiden.
2. Avgiften debiteras på första fakturan.
3. Avgiften dras av från det utbetalda lånebeloppet.